# Constantin Ticu Dumitrescu
Constantin Ticu Dumitrescu (ur. 27 maja 1928 we wsi Ciumați w okręgu Prahova  – zm. 5 grudnia 2008 w Bukareszcie) – rumuński polityk i więzień polityczny.

## Życiorys
Był synem nauczyciela, działacza ruchu chłopskiego. W czasie studiów prawniczych na uniwersytecie w Bukareszcie działał w Narodowej Partii Chłopskiej. Po delegacji partii w 1947 został wyrzucony z uniwersytetu, a w 1949 wyrokiem sądu skazany na 2.5 roku więzienia. W 1953 został wypuszczony i przebywał w areszcie domowym. W roku 1958 został aresztowany powtórnie i skazany na 23 lata więzienia. Zwolniono go w 1964. Po uwolnieniu pracował jako robotnik budowlany.
W latach 1992–2000 zasiadał w rumuńskim Senacie. Od 1990 kierował Narodowym Stowarzyszeniem Byłych Więźniów Politycznych Rumunii (AFDPR) i współtworzył rumuńską ustawę lustracyjną, umożliwiającą upublicznienie akt Securitate. w latach 1991-1999 przewodniczył Międzynarodowemu Związkowi Byłych Więźniów Politycznych. W wolnej Rumunii był głównym twórcą ustawy lustracyjnej. Dzięki niemu akta Securitate są stopniowo odtajniane. Od 2006 zasiadał w Radzie Narodowej ds. Badań nad Archiwami Securitate. Ostatnie lata życia poświęcił na ujawnianie dokumentów, dotyczących współpracy polityków z rumuńską służbą bezpieczeństwa. 
Zmarł na chorobę nowotworową nerek. Zgodnie z wolą zmarłego jego ciało zostało wystawione w budynku, gdzie kiedyś mieścił się KC Rumuńskiej Partii Komunistycznej i gdzie w czasach reżimu komunistycznego był torturowany. Pochowany w rodzinnej miejscowości Fanari. Prezydent Rumunii odznaczył go pośmiertnie najwyższym odznaczeniem państwowym. Specjalny list skierowała też do żałobników rumuńska rodzina królewska.
W oświadczeniu wydanym przez prezydenta Rumunii Traiana Basescu znalazły się słowa: "Straciliśmy jeden z najsilniejszych głosów wypowiadających się przeciwko komunizmowi".